# البرتو چیفوئنتس
البرتو چیفوئنتس (انگلیسی: Alberto Cifuentes؛ زادهٔ ۲۹ مهٔ ۱۹۷۹) بازیکن فوتبال اهل اسپانیا است.
از باشگاه‌هایی که در آن بازی کرده‌است می‌توان به باشگاه ورزشی رئال مایورکا، باشگاه فوتبال رایو وایکانو، باشگاه فوتبال رئال مورسیا، باشگاه فوتبال پیاست گلیویتسه، باشگاه فوتبال آلباسته بالومپیه، و باشگاه فوتبال کادیس اشاره کرد.